# Milatyn (obwód wołyński)
Milatyn (ukr. Милятин) – wieś (dawniej miasteczko) na Ukrainie w rejonie włodzimierskim w obwodzie wołyńskim. Wieś liczy 660 mieszkańców.
W II Rzeczypospolitej należał do wiejskiej gminy Poryck w powiecie włodzimierskim w woj. wołyńskim i liczył w 1921 roku 366 mieszkańców.
Po wojnie miasteczko weszło w struktury administracyjne Związku Radzieckiego.
Do 2020 w rejonie iwanickim.